# Comagall
Comagall és una coma del terme municipal de Tremp, del Pallars Jussà, dins de l'antic terme de Fígols de Tremp.
Està situada a l'extrem de ponent del terme municipal, a prop del Pont de Montanyana. És ran mateix del termenal amb aquesta vila, prop de l'antic límit amb el terme, també absorbit en el de Tremp, de Sapeira. Es troba a la dreta del barranc del Pont.